# یواس‌اس کسل (دی‌دی-۷۲۰)
یواس‌اس کسل (دی‌دی-۷۲۰) (به انگلیسی: USS Castle (DD-720)) یک کشتی بود که طول آن 390&nbsp;ft 6&nbsp;in (119&nbsp;m) (overall) بود. این کشتی در سال ۱۹۴۵ ساخته شد.